# Kamenistý potok (přítok Černého Hronu)
Kamenistý potok je vodní tok ve Veporských vrších, na území okresu Brezno. Je to významný, vodný levostranný přítok Černého Hronu a má délku 25,6 km.
Vytváří téměř 25 km dlouhou Kamenistou dolinu, v její horní části (od obce Sihla po hájovnu Klementka) je tok chráněným územím. Ochraňuje se zde meandrující koryto horského toku (PP Meandry Kamenistého potoka. Při samotě Hronček, ve střední části doliny, byla vybudována malá vodní nádrž (tajch), která v minulosti sloužila ke splavování dřeva. Od této samoty je tok významným biotopem vzácných vodních živočichů. V roce 1999 byl úsek od mostu nad tajchem až po ústí prohlášen za PP Kamenistý potok. Na ploše 7,11 ha se chrání zachovalý podhorský potok s trvalým výskytem vydry říční. Po celé délce toku přibírá Kamenistý potok množství krátkých přítoků z obou stran, což mu zajišťuje vysoké průtoky. V minulosti vedla údolím potoka větev Čiernohronské železnice. Horní tok je součástí CHKO Poľana.
Pramen: ve Veporských vrších, v podcelku Sihlianska planina, na jihovýchodním úpatí vrchu Tlstý javor (1068 m), pod sedlem Tlstý javor (sedlo) (1015 m) v nadmořské výšce kolem 990 m.
Směr toku: Na krátkém úseku teče nejprve na jih, v obci Sihla se stáčí na severozápad, na horním toku se složitě vlní a až po soutok s přítokem z doliny Spády teče střídavě na západ a severozápad. Na středním toku se obloukem stáčí na sever, dále postupně na severoseverovýchod, přičemž se na dolním toku esovitě stáčí.
Geomorfologické celky: Veporské vrchy, podsestavy Sihlianska planina a Balocké vrchy
Přítoky: zprava zpod Tlstého javoru, z doliny Daňková, Moglová, Studený potok, Slatina, přítok ze Staré doliny, Čierny potok, Spádsky potok a Hronček
Ústí: do Černého Hronu při hájovny U Jána, jihojihovýchodně od obce Hronec, v nadmořské výšce kolem 495 m.
Na březích potoka leží pouze obec Sihla, několik hájoven a samot v údolí (Klementka, Strunženo, Černý Potok, Hronček, Endreska, Krámniská a další).